# Margaret Abbott
Margaret Ives Abbott (Calcutta, 15 juni 1878 - Greenwich (Connecticut), 10 juni 1955) was een Amerikaanse golfster. Zij was de eerste Amerikaanse vrouw ooit die olympisch goud won op de Olympische Spelen in Parijs.
Abbott kwam pas in 1899 naar de Verenigde Staten, samen met haar moeder, novellist Mary Ives Abbott. Ze werden beiden lid van de Chicago Golf Club. Samen waren ze in 1900 in Parijs om Edgar Degas en Auguste Rodin te bestuderen en de Wereldtentoonstelling te bezoeken. Toen bleek dat er een internationaal golftoernooi in de buurt werd georganiseerd, de Prix de la ville de Compiègne, besloten ze mee te doen. Ze wisten niet dat het toernooi deel uitmaakte van de Olympische Spelen. Dat de organisatie daar wat rommelig was, bleek onder meer uit het feit dat pas na Margaret's overlijden duidelijk werd dat ze hadden meegedaan aan de Olympische Spelen.
De Olympische Zomerspelen van 1900 waren in Parijs, het golftoernooi werd gespeeld op de Golf de Compiègne, die toen slechts negen holes had. Golf was een nieuwe sport op de Spelen, er deden 12 spelers en 10 speelsters mee uit de Verenigde Staten, Frankrijk, het Verenigd Koninkrijk en Griekenland. De vrouwen speelden slechts 9 holes. Abbott scoorde 47 en won goud. Zilver en brons ging ook naar Amerikaanse speelsters, Pauline Whittier en Daria Pratt. Abbotts moeder deed ook mee en scoorde 65, waarmee ze gedeeld 7de werd.
Het was ook nieuw dat vrouwen aan de Spelen meededen, hoewel ze alleen golf, croquet en tennis mochten spelen. Zo werd Margaret de eerste Amerikaanse vrouw die olympisch goud won. Hoewel ze goud won, bestond de trofee uit een porseleinen schaal. Het was ook de eerste en laatste keer dat moeder en dochter tegelijk meededen.
In 1902 trouwde Abbott met auteur Finley Peter Dunne (Chicago, 1867 - New York, 1936). Ze kregen drie zonen en een dochter.
1900: Margaret Abbott ·
2016: Inbee Park ·
2020: Nelly Korda ·
2024: Lydia Ko